# (2339) Anacreon
(2339) Anacreon es un asteroide perteneciente al cinturón de asteroides, descubierto el 24 de septiembre de 1960   por Cornelis Johannes van Houten en conjunto a su esposa también astrónoma Ingrid van Houten-Groeneveld y el astrónomo  Tom Gehrels desde el Observatorio del Monte Palomar, Estados Unidos.  

## Designación y nombre
Designado provisionalmente como 2509 P-L fue nombrado Anacreon en honor al poeta griego Anacreonte.